# Scott Goodyear

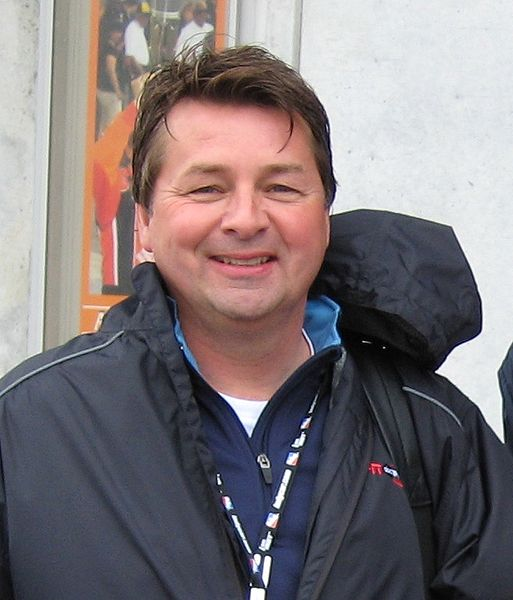
Scott Goodyear 2008

Donald Scott Goodyear (* 20. Dezember 1959 in Toronto, Ontario) ist ein ehemaliger kanadischer Automobilrennfahrer, der vornehmlich in den Rennserien der Indy Cars antrat.

## Karriere
Goodyear fuhr von 1969 bis 1976 Kartrennen, 1980 erstmals ein Rennen in einem Formel Ford in Mosport Park. 1986 gewann er seinen ersten Titel, die North American Formula Atlantic Championship; er gewann in dieser Saison fünf von neun Rennen. Im gleichen Jahr wurde er von der Vereinigung der kanadischen Rennfahrer zum Fahrer des Jahres gekürt.
Sein erstes Indy-Car-Rennen bestritt Goodyear im Jahr 1987, den ersten Sieg erreichte er 1992 auf dem Michigan International Speedway. Im gleichen Jahr war er als Zweitplatzierter am bislang engsten Zieleinlauf des Indianapolis 500 beteiligt, wobei er dem Sieger Al Unser jr. um nur 43 Tausendstelsekunden unterlegen war. 1997 wechselte er in die Indy Racing League. Letztmals trat er 2001 beim Indy 500 an, schied allerdings nach einem Unfall in der achten Runde aus, bei dem er sich eine schwere Rückenverletzung zuzog. Nachdem er sich hiervon erholt hatte, erklärte er seinen Rückzug von den Indy Cars.
2002 wurde Goodyear in die Canadian Motorsports Hall of Fame aufgenommen. Seit 2003 arbeitet er als Motorsportkommentator für ABC und ESPN.

## Statistik

### Le-Mans-Ergebnisse
| Jahr | Team            | Fahrzeug        | Teamkollege     | Teamkollege     | Platzierung | Ausfallgrund |
| ---- | --------------- | --------------- | --------------- | --------------- | ----------- | ------------ |
| 1987 | Brun Motorsport | Porsche 962C    | Bill Adam       | Richard Spénard | Ausfall     | Motorschaden |
| 1996 | Porsche AG      | Porsche 911 GT1 | Karl Wendlinger | Yannick Dalmas  | Rang 3      |              |

### Sebring-Ergebnisse
| Jahr | Team               | Fahrzeug          | Teamkollege      | Teamkollege | Platzierung | Ausfallgrund    |
| ---- | ------------------ | ----------------- | ---------------- | ----------- | ----------- | --------------- |
| 1997 | Davies Motorsports | Porsche 911 Turbo | Neto Jochamowitz | Ed Davies   | Ausfall     | Getriebeschaden |